# 牙买加政治
牙买加的政治是君主制的框架内进行的代议制民主政治。1962年《牙买加宪法》建立了议会制度，其政治和法律传统与联合王国的制度密切相关。作为国家元首，牙买加君主根据牙买加总理的建议，任命一位总督作为她在牙买加的代表。总督在很大程度上是礼仪性的角色。牙买加也是一个拥有独立主权的英联邦国家。
宪法赋予总理领导内阁的行政权力。行政权力由政府单独行使。立法权主要由牙买加议会承担，牙买加政府也拥有一定立法权。
1962年，牙买加立法机构的一个两党联合委员会起草了牙买加现行宪法。该宪法由1962年在英国议会通过的《牙买加独立法》而生效，该法赋予牙买加政治独立权。宪法保障包括言论自由、新闻自由、礼拜自由、行动自由和结社自由。
司法独立于行政和立法机关，法理学以英国普通法为基础。
2023年，经济学人智库将牙买加评为“缺陷民主国家”。
1. ↑   (PDF). 经济学人智库: 44. 2024 （英国英语）.